# Марк Аронсон
Марк Аронсон (енгл. Marc Aaronson; Лос Анђелес, 24. август 1950 — 30. април 1987) је био амерички астроном.

## Рођење
Аронсон је рођен у Лос Анђелесу, у САД.

## Образовање
Аронсон се школовао на Институту за технологију у Калифорнији, где је стекао диплому основних студија 1972. године. Завршио је докторске студије 1977. године на универзитету Харвард са дисертацијом о близу-инфрацрвеном отвору фотометрирања галаксије. Приступио је опсерваторији Стјуарт на Универзитету у Аризони као пост-докторантски истраживачки сарадник 1977. године, те је постао сарадник у настави на предмету "астрономија" 1983. године. Аронсон и Џереми Моулд су 1981. године освојили награду Џорџ ван Биесброук и награду Нјутн Лејси Пирс 1984. године за астрономију од стране Америчког астрономског друштва. Такође му је додељена и награда Барт Џ. Бок 1983. године од стране универзитета Харвард.
Његово дело се заснива на три области: одређивање Хабл константе (H0) користећи се Тали-Фишер релацијом, проучавање звезда засићених угљеном, и брзина дистрибуције тих звезда у патуљастим сфероидним галаксијама.
Аронсон је био један од првих астронома који је покушао да услика тамну материју користећи се инфрацрвеним осликавањем. Осликао је инфрацрвене ореоле непознате материје која окружује галаксију и која може бити тамна материја.

## Смрт
Аронсон је погинуо несрећним случајем у поподневним часовима 30. априла 1987. године, у куполи Мајалског телескопа у Кит Пик националној опсерваторији, када је на њега пао отвор који води ка писти. Отвор се затворио за њим стубама које иду доле све до покретне куполе телескопа. Прекидач на отвору је аутоматски угасио ротациони мотор куполе; међутим, импулс куполе је наставио да је покреће још пар тренутака, што је довело до ударца у спољни део отвора. Ова грешка у дизајну је исправљена након несреће у којој је Аронсон погинуо.
Астероид 3277 Аронсон је именован у његову част.

## Спомен-звање предавача Марк Аронсон
Спомен-звање предавача Марк Аронсон, које промовише и одаје признање изванредности у астрономским истраживањима, додељује се сваких 18 месеци од стране Универзитета у Аризони и Стјуарт опсерваторије као одавање почасти сећању на њега.
Предавачи
- 1989 Др Роберт Киршнер, Универзитет Харвард
- 1990 Др Кенет С. Фриман, Маунт Стромло/Сајдинг Спринг опсерваторије, Аустралија
- 1992 Др Џон Хучра, Харвард-Смитсонијан центар за астрофизику
- 1993 Др Ник Сковил, Калифорнијски институт за технологију
- 1994 Др Венди Фридман, Опсерваторије Карнеги институције у Вашингтону
- 1996 Др Џ. Ентони Тајсон, Бел Лабораторије/Лусент технологије
- 1998 Др Џон С. Матер, НАДА Годарт свенирски центар за летење
- 1999 Др Бохдан Пачински, Принстон Универзитет
- 2001 Др Евин ван Дишоек, Лајден Универзитет, Холандија
- 2002 Др Џефри В. Марси,Универзитет у Калифорнији, Беркли
- 2004 Др Лајман Пејџ Млађи, Принстон Универзитет
- 2005 Др Брајан Шмит, Маунт Стромло/Сајдинг Спринг опсерваторије, Аустралија
- 2007 Др Андреа М. Гец, Универзитет у Калифорнији, Лос Анђелес
- 2008 Др Мајкл И. Браун, Калифорнијски институт за технологију
- 2010 Др Џ. Дејви Киркпатрик, Калифорнијски институт за технологију
- 2012 Др Питер ван Докум, Јејл Универзитет